# Aristaloe aristata
Aristaloe aristata, comúnmente conocida como planta antorcha, es una especie de planta del género Aloe oriunda de Sudáfrica y países colindantes.

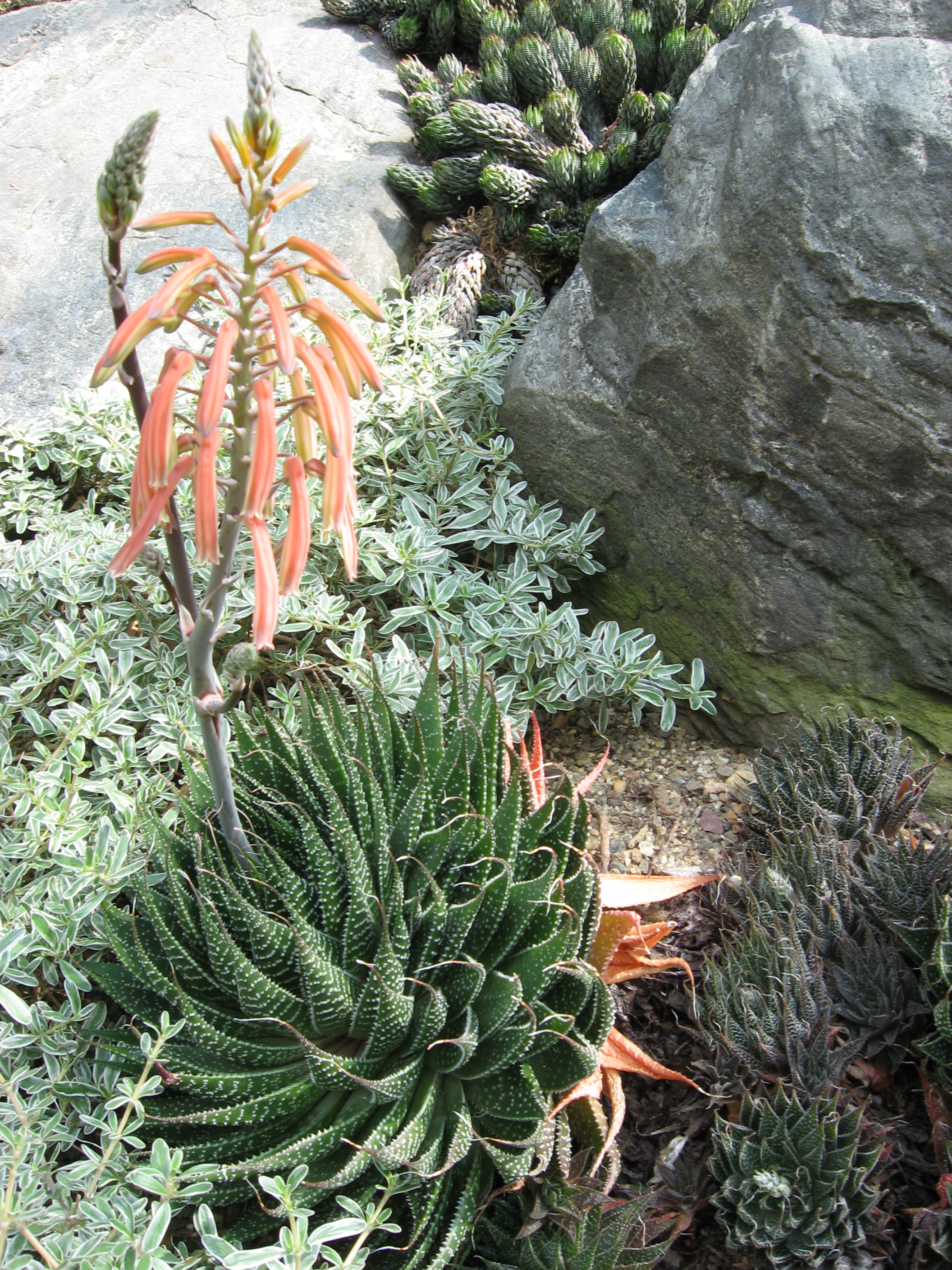
Vista de la planta con inflorescencia

Inflorescencia

## Descripción
La planta forma un rosetón pequeño (15 a 30 cm de diámetro), sin tallo, con hojas dentadas y suculentas. El tallo floral sale del centro de la planta.
 Sus flores, ricas en néctar suelen atraer pájaros, abejas y avispas.

## Cultivo
Fuera de su hábitat soporta unas condiciones de sol o ligera sombra y una temperatura mínima de -2 °C. Durante el invierno la temperatura idónea está entre 6 y 10 °C.
El aloe aristata como cualquier aloe no requiere de muchos riegos, en verano con 2 o 3 riegos semanales es más que suficiente, en invierno restringirlo al máximo ya que el exceso de riego es su mayor enemigo. Es conveniente dejar secar el sustrato entre un riego y otro. Si lo tenemos en maceta cuidar que si ponemos un plato debajo de la maceta, este nunca tenga agua sobrante.

## Taxonomía
Aloe aristata fue descrita por Adrian Hardy Haworth y publicada en Philosophical Magazine (Oct 1825) 280.
Etimología
Ver: Aloe
aristata: epíteto latino  que significa "cerdas largas como punta".
Sinonimia
- Aloe ellenbergeri
- Aloe longiaristata
- Aloe aristata var. parviflora
- Aloe aristata var. leiophylla